# Naematelia
Naematelia är ett släkte av gelésvampar. 
Naematelia nämndes först av Elias Fries 1816 och beskrevs av honom 1818 omfattande två arter: den köttfärgade Naematelia encephala (vilken beskrivits av Christiaan Hendrik Persoon som Tremella encephala 1801) och den gula Naematelia tubiformis (nybeskriven). 1822 inkluderade Fries en tredje art Naematelia nucleata (och stavade fel(?) till N. tubiformis som blev N. rubiformis) i den sanktionerade Systema mycologicum
Namnet Naematelia har dock senare ansetts som ett nomen confusum som baseras på en sammanblandning mellan gelésvampen och dess värd eftersom Fries beskrivning anger "ett gelatinöst receptaculum med en kompakt kärna" (N. encephala lever parasitiskt på Stereum sanguinolentum, vilken utgör denna "kompakta kärna"). Så exempelvis av Robert Bandoni 1961 och Peter Roberts 1999.
Molekylärfylogenetiska studier av klassen Tremellomycetes visade att släktet Tremella var starkt polyfyletiskt. Släktet Naematelia återupplivades därför 2016 för att omsluta en klad bestående av Tremella encephala och ytterligare tre andra Tremella-arter.
Arterna lever parasitiskt på svampar av släktet Stereum.
Naematelia aurantialba odlas som hälsokost i Kina sedan 1990-talet.

## Arter
- Naematelia encephala
- Naematelia aurantia
- Naematelia aurantialba
- Naematelia microspora

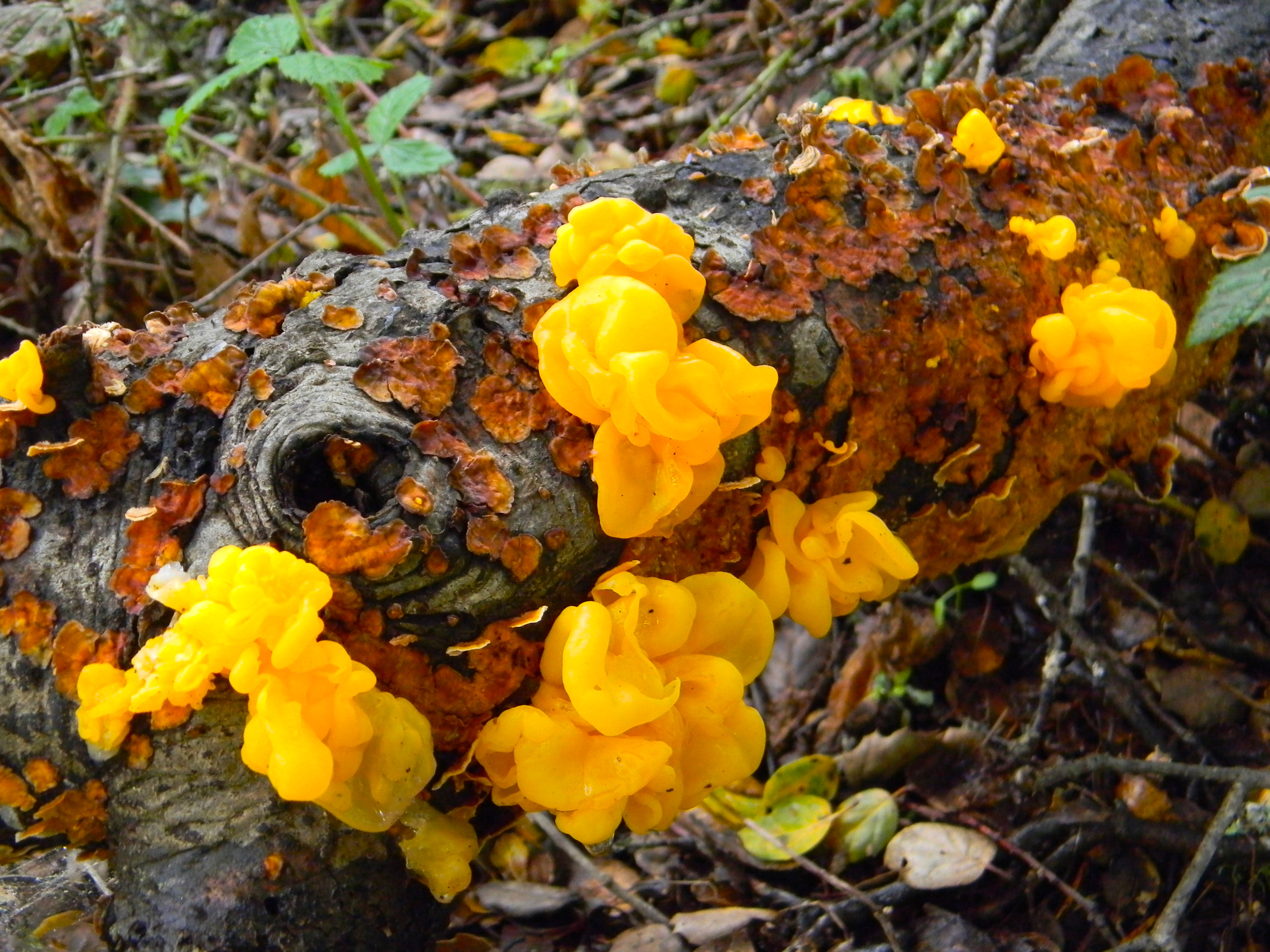
Naematelia aurantia (gulorange) på död gren med sin värdsvamp raggskinn Stereum hirsutum (rostbrun).
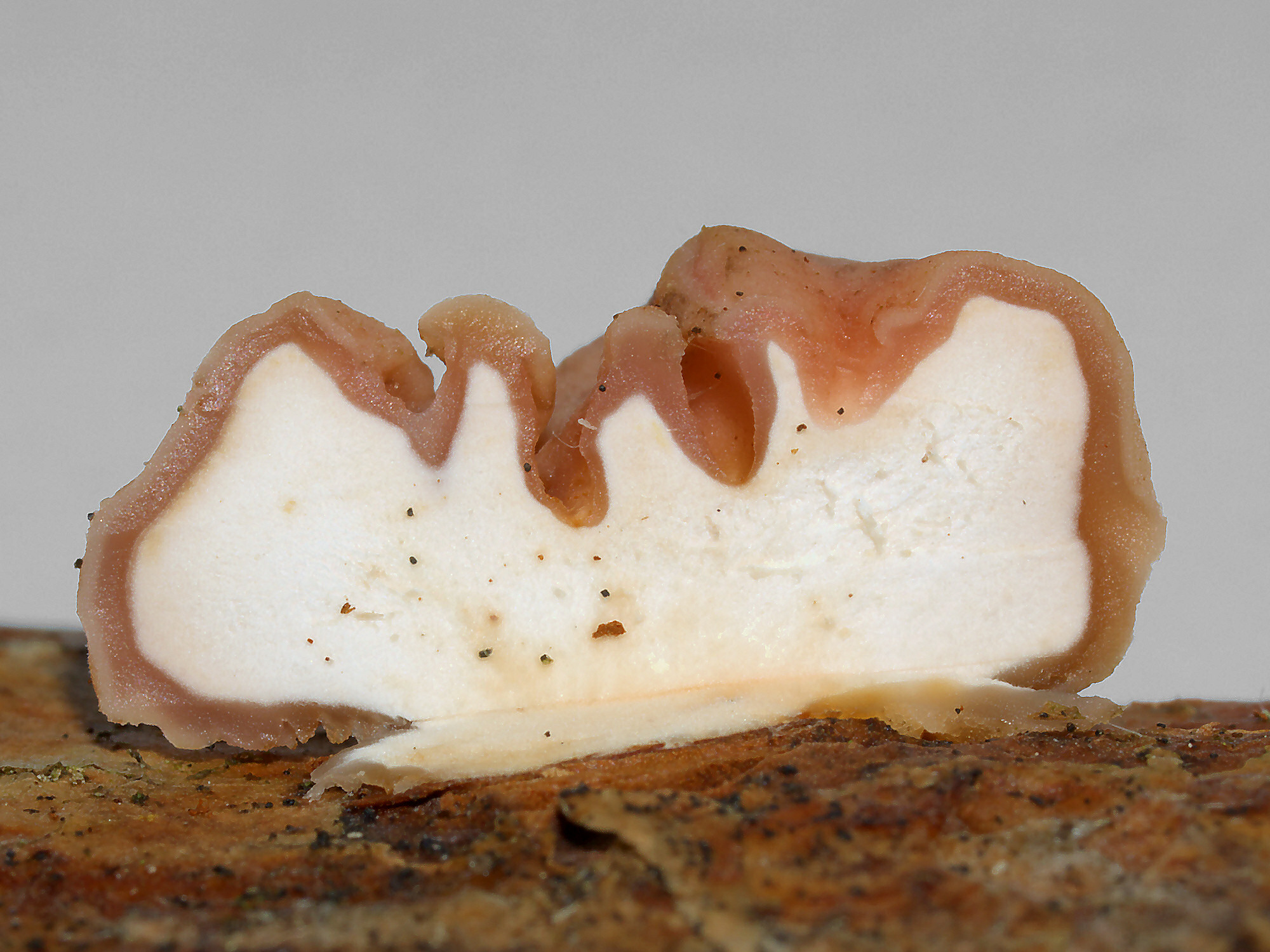
Genomskärning av Naematelia encephala omslutande den deformerade fruktkroppen av värden blödskinn, Stereum sanguinolentum.